# L'Humeur vagabonde
Pour plus de détails, voir Fiche technique et Distribution.
L'Humeur vagabonde est un film français réalisé par Édouard Luntz, inspiré du roman éponyme d'Antoine Blondin, et sorti en 1972..

## Synopsis
Un homme décide d'abandonner sa famille en Charente pour tenter une nouvelle vie plus enrichissante à Paris.

## Fiche technique
- Titre : L'Humeur vagabonde
- Réalisation : Édouard Luntz
- Assistant : Jacques Sansoulh
- Scénario, adaptation et dialogues : Édouard Luntz et Jean-Claude Carrière, d'après le roman d'Antoine Blondin
- Photographie : Jean Badal, Ricardo Aronovich et Walter Wottitz
- Musique : Éric Demarsan et Édouard Luntz
- Son : Antoine Bonfanti
- Montage : Colette Kouchner
- Décors : Françoise Winter
- Pays de production :  France
- Durée : 82 minutes
- Date de sortie : 5 juillet 1972

## Distribution
- Jeanne Moreau : Myriam Bingeot
- Michel Bouquet : Marcel Bingeot et une vingtaine de rôles
- Madeleine Renaud : la mère de Benoît
- Erick Penet : Benoît Laborie
- Mireille Franchino : Denise Laborie
- Margo Lion : la patronne de l'hôtel
- Michèle Catus : Émilienne
- Douchka : la servante de l'hôtel
- André Rouyer : Cazal
- Jacques Weber : un fidèle du poste de police
- Marie-Pierre Casey : une femme dans un cimetière
- Catherine Arditi
- Gérard Darmon
- Jacques Dumur

## Sélection
- Sélection à la Mostra de Venise 1971[1]